# Olli Tiainen
Olli Tiainen, född 2 juni 1770 i Rautavaara, död 27 februari 1833 i Nurmes, var en finländsk bondehövding. 
Tiainen hindrade under 1808–1809 års krig med en friskara bönder ryssarna att falla Johan August Sandels i ryggen vid Kuopio (Kontiolax) och förde därefter ett framgångsrikt partigängarkrig i trakten kring Pielisjärvi. Efter konventionen i Olkijoki i november 1808 flydde han till Sverige, där han träffade kungen personligen och belönades med en tapperhetsmedalj i guld och fick löfte om pension. Tiainen levde dock efter krigsslutet i armod i Sverige och vågade först 1818 återvända till hemlandet samt tillbringade återstoden av sitt liv som svensk undersåte i Nurmes. Ett monument över honom har rests i Joensuu (Bertel & Valter Jung, 1932)